# Gistextract
Gistextract is een smaakstof, verkregen uit bakkersgist of biergist. Het wordt in de voedselbereiding gebruikt om voedingsmiddelen een hartige (umami) smaak te geven. Het kan dienen ter vervanging van zout, bijvoorbeeld als dat om gezondheidsredenen achterwege dient te worden gelaten. Gistextract is van nature rijk aan vitamine B.
Gistextract bevat onder andere een aminozuur, genaamd glutaminezuur, dat bijdraagt aan de hartige smaak. Deze component is van nature aanwezig in gist en gistextract en komt ook voor in kaas, tomaat en sojasaus.
Er bestaat van gistextract ook een biologische variant.